# キガリ
キガリ（ルワンダ語: Kigali）は、ルワンダの首都。人口は約175万人（2022年国勢調査）。

## 概要
ドイツ植民地時代の1907年に開かれ、以後ベルギー領時代を通してルワンダの中心都市であった。1962年にルワンダが独立した際に、首都に指定される。キガリ市は、ルワンダ全体がそうであるように、いくつかの丘から構成されていて、中心はキヨブ (Kiyovu) 地区、カチル (Kacyiru) 地区の丘の上部地域となる。旧都心のキヨブ地区には大統領官邸や多くの商店が集まり、新都心であるカキィル地区には国会議事堂、いくつかの中央省庁や大使館が位置し、その他の地区や丘の下部は概ね住宅街となっている。

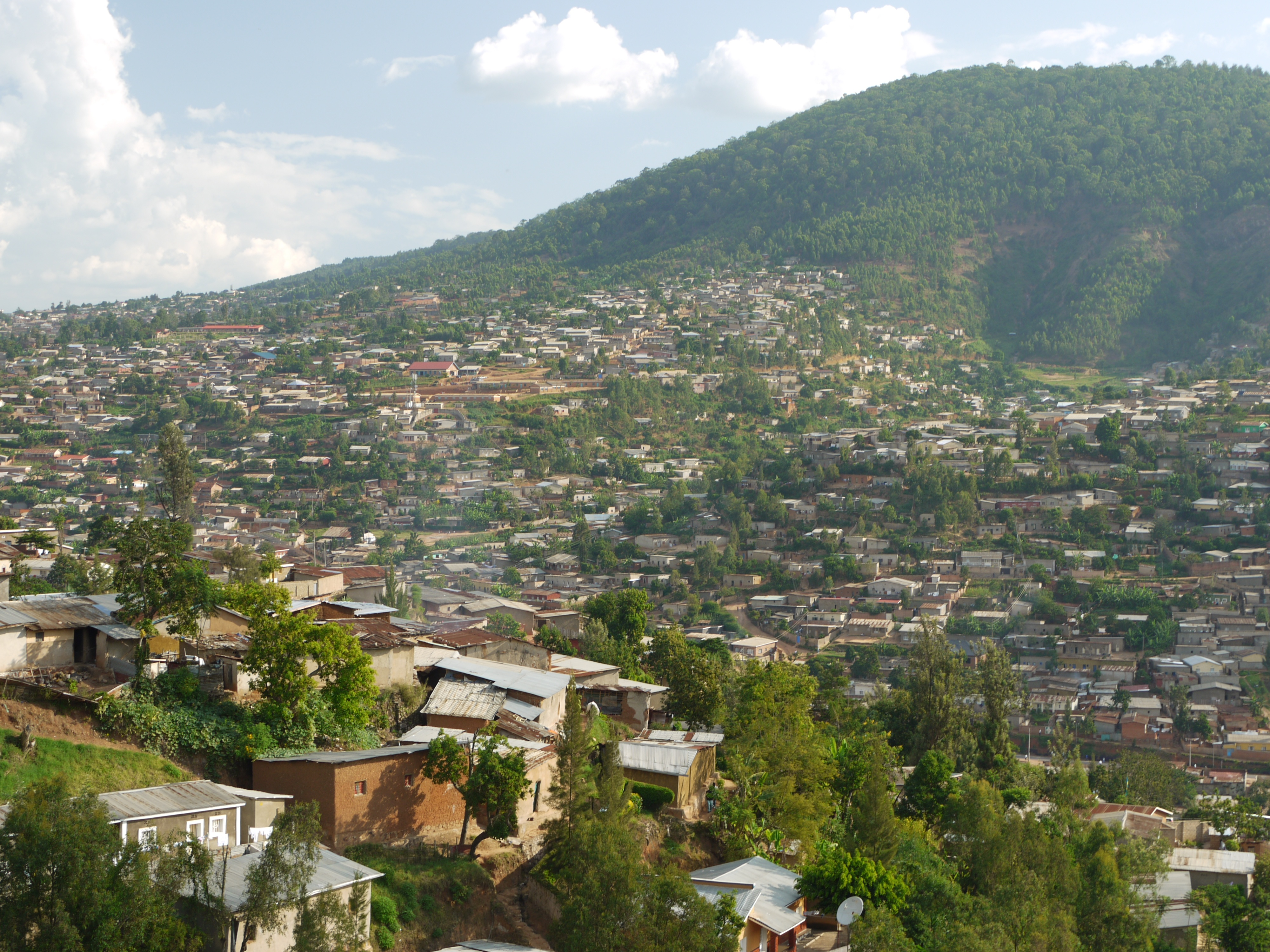
キガリ山

なお、映画、ホテル・ルワンダのモデルとなったオテル・デ・ミル・コリンは、キヨブ地区に所在する。また、近くでは錫が採掘されており、1980年代に精錬工場が作られた。
1994年のルワンダ虐殺が発生した際には、市内で銃撃戦が発生するなど治安が悪化した。2000年代に入ると、ポール・カガメ大統領の政策によって好調なルワンダ経済に支えられ、中国企業などによってルワンダで最も高いランドマークのキガリ・シティ・タワーをはじめとする近代的な建物や道路が建設されて市内の光景が変わった。

## 地理
ルワンダのほぼ中央に所在し標高1433mから1645mと高地に位置する。

### 気候
ケッペンの気候区分でサバナ気候に区分される。
| キガリの気候             | キガリの気候 | キガリの気候 | キガリの気候  | キガリの気候  | キガリの気候 | キガリの気候 | キガリの気候 | キガリの気候 | キガリの気候 | キガリの気候  | キガリの気候  | キガリの気候 | キガリの気候   |
| 月                       | 1月          | 2月          | 3月           | 4月           | 5月          | 6月          | 7月          | 8月          | 9月          | 10月          | 11月          | 12月         | 年             |
| ------------------------ | ------------ | ------------ | ------------- | ------------- | ------------ | ------------ | ------------ | ------------ | ------------ | ------------- | ------------- | ------------ | -------------- |
| 平均最高気温 °C （°F）   | 26.9 (80.4)  | 27.4 (81.3)  | 26.9 (80.4)   | 26.2 (79.2)   | 25.9 (78.6)  | 26.4 (79.5)  | 27.1 (80.8)  | 28.0 (82.4)  | 28.2 (82.8)  | 27.2 (81)     | 26.1 (79)     | 26.4 (79.5)  | 26.89 (80.41)  |
| 平均最低気温 °C （°F）   | 15.6 (60.1)  | 15.8 (60.4)  | 15.7 (60.3)   | 16.1 (61)     | 16.2 (61.2)  | 15.3 (59.5)  | 15.0 (59)    | 16.0 (60.8)  | 16.0 (60.8)  | 15.9 (60.6)   | 15.5 (59.9)   | 15.6 (60.1)  | 15.73 (60.31)  |
| 降水量 mm （inch）       | 76.9 (3.028) | 91.0 (3.583) | 114.2 (4.496) | 154.2 (6.071) | 88.1 (3.469) | 18.6 (0.732) | 11.4 (0.449) | 31.1 (1.224) | 69.6 (2.74)  | 105.7 (4.161) | 112.7 (4.437) | 77.4 (3.047) | 950.9 (37.437) |
| 平均降水日数 （≥0.1 mm） | 11           | 11           | 15            | 18            | 13           | 2            | 1            | 4            | 10           | 17            | 17            | 14           | 133            |
| 出典：                   |              |              |               |               |              |              |              |              |              |               |               |              |                |

## 歴史
キガリは植民地時代より政府の分室が置かれていたルワンダの中心都市であった。しかし植民地政府の本部はそもそも隣国ブルンジのブジュンブラにあり、中心都市といってもその規模は小さく、独立時点で人口は1万人ほど、商業の中心地もキガリではなく南部のブタレ（当時人口1万5千人ほど）であった。
ルワンダ独立後は、首都として急速な発展を遂げ、2022年時点で人口は約175万人となっている。

## 対外関係

### 姉妹都市･提携都市
姉妹都市
- カンパラ（ウガンダ共和国 カンパラ県）
- サンバーナーディーノ（アメリカ合衆国 カリフォルニア州）
- テピク（メキシコ合衆国 ナヤリット州）

提携都市
- 神戸市（日本国 近畿地方 兵庫県）
  - 2016年（平成28年）5月 - ICTパートナーシップ協定締結[9][10]

## 経済
ルワンダ経済の中心地である。近郊でコーヒー園、畜産、錫鉱石採掘が行われており、周辺の工業地帯では繊維、化学、錫加工が行われている。

### 情報産業
ICT産業を推進しており、キガリ市と神戸市は「ICT（情報通信技術）パートナーシップ協定」を締結している。

## 教育

### 大学
- ルワンダ大学（英語版）
- キガリ自由大学（英語版）
- キガリ大学（英語版）

## 交通

### 空港
キガリ国際空港は、キガリ市中心から約10キロ離れた郊外のカノンベ (Kanombe) に位置する。

### 観光
キガリにはいくつかの観光地があり、治安がよく清潔な都市である。
- ジェノサイドミュージアム(虐殺記念館)
- ホテル　ミルコリンズ （オテル・デ・ミル・コリン）
- キミロンコマーケット(ローカルマーケット)
- コンベンションセンター（Kigali Convention Centre）

## 文化

### スポーツ
バスケットボール
- National Basketball League (Rwanda)

サッカー
- Armée Patriotique Rwandaise F.C.
- A.S. Kigali
- S.C. Kiyovu Sports

## 出身者
- Jimmy Mulisa

## 画像

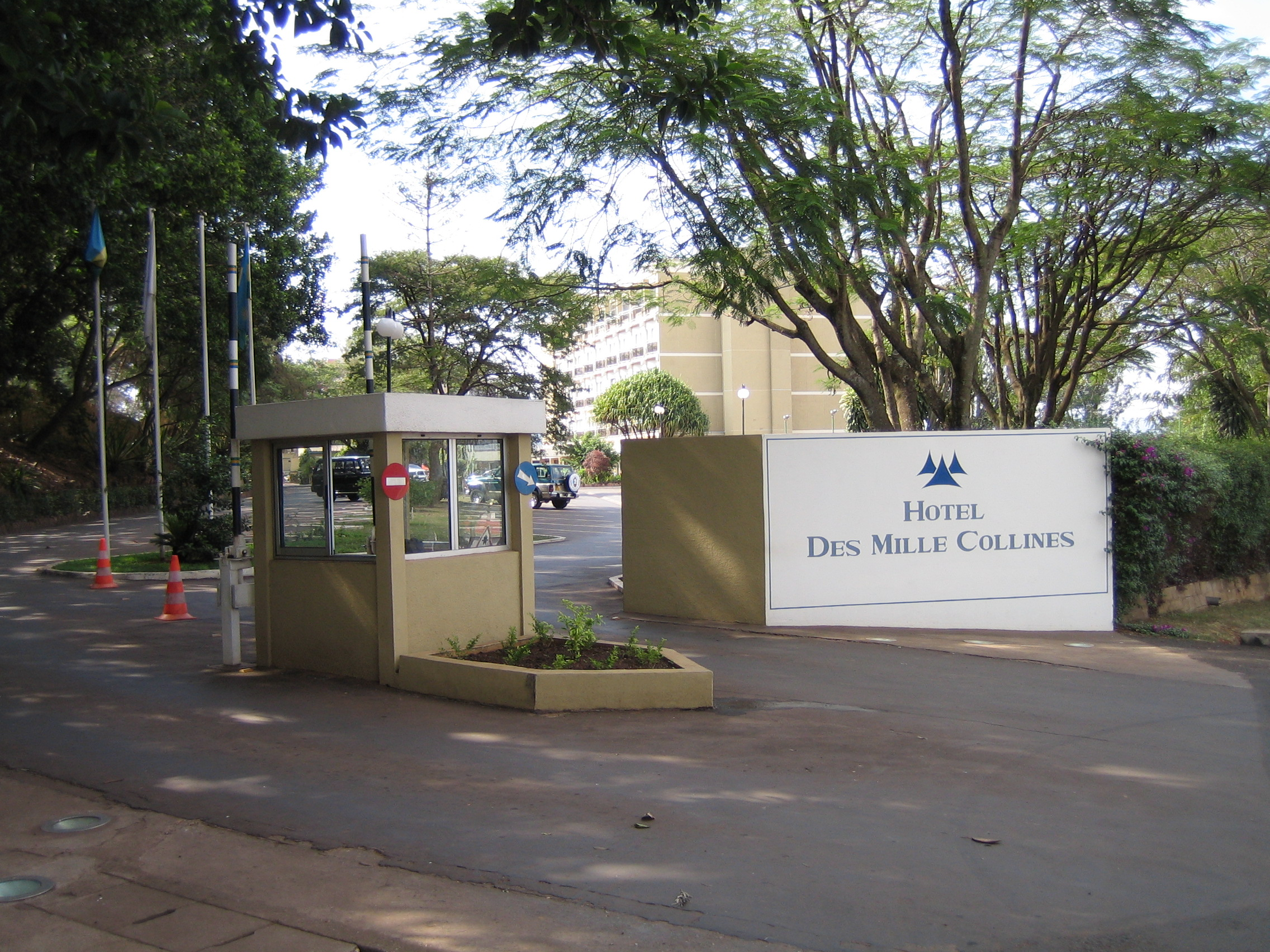
オテル・デ・ミル・コリン
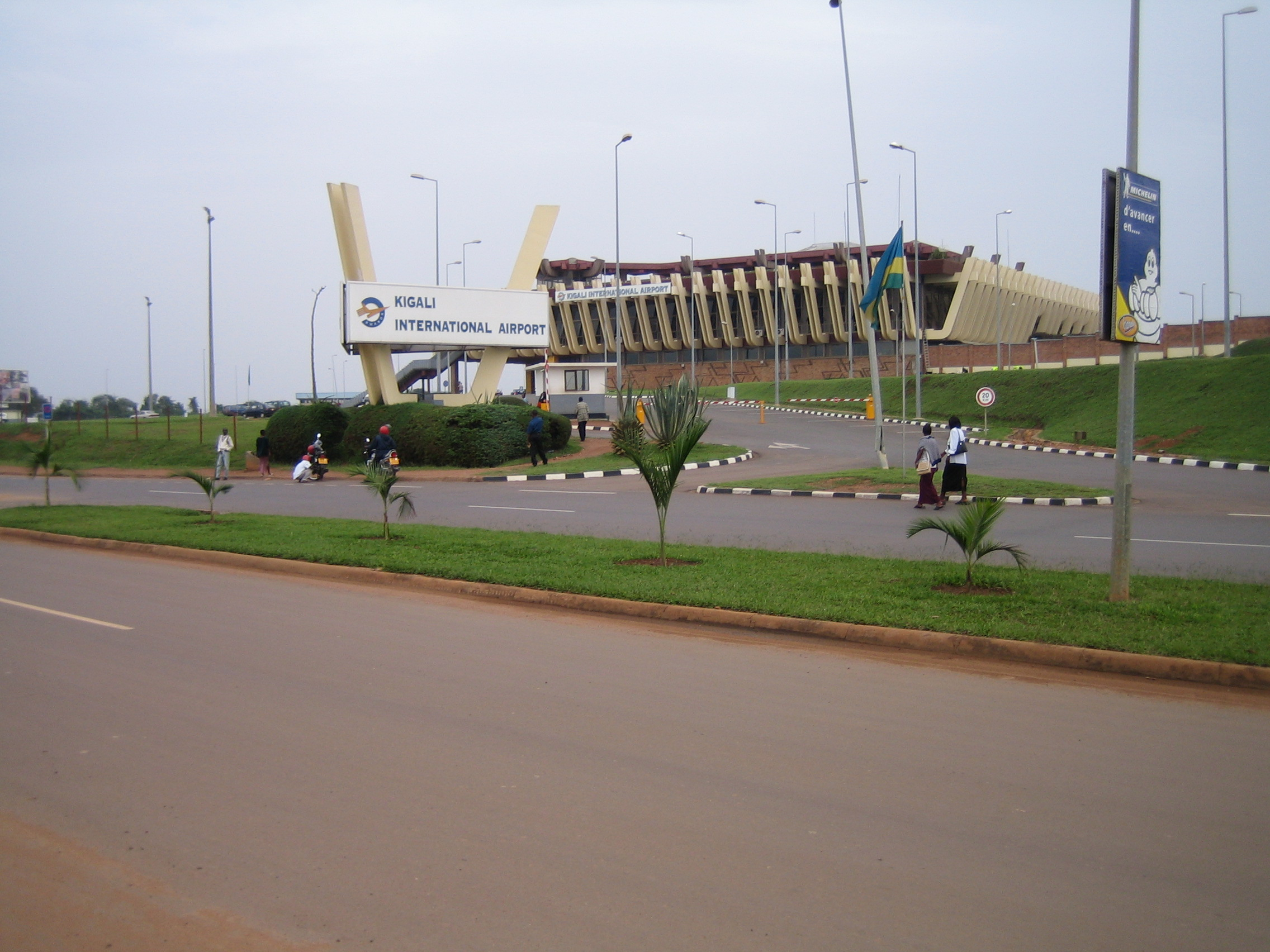
キガリ国際空港